# Alchemilla ilerdensis
Alchemilla ilerdensis är en rosväxtart som beskrevs av S.E. Fröhner. Alchemilla ilerdensis ingår i släktet daggkåpor, och familjen rosväxter. Inga underarter finns listade i Catalogue of Life.